# Onthophagus notiodes
Onthophagus notiodes là một loài bọ cánh cứng trong họ Bọ hung (Scarabaeidae).